# راتن (شهر اتریش)
راتن (به آلمانی: Ratten) یک منطقهٔ مسکونی در اتریش است که در وایتس واقع شده‌است. راتن ۲۸٫۷۲ کیلومتر مربع مساحت دارد ۷۶۵ متر بالاتر از سطح دریا واقع شده‌است.